# Füstszekrény
A füstszekrény a gőzmozdony-kazánnak a tűzszekrénnyel átellenes végére, a hosszkazánhoz rögzített, általában vízszintes henger alakú tartály. Feladatai:
- létrehozza a légritkítást a tüzeléshez szükséges léghuzat előállításához,
- tárolja és megakadályozza a léghuzat által a tűzszekrényből magával ragadott izzó széndarabkák környezetbe jutását.

## Felépítése
A füstszekrényt a hosszkazánhoz korábban szegecseléssel rögzítették, később ezt is hegesztés váltotta fel. A füstszekrény elejét ajtóval zárják le. A füstszekrény tetején helyezik el a kéményt. Magasabban fekvő kazánok esetén a kémény egy részét a füstszekrénybe süllyesztik.

## Gőzfúvó
A füstszekrény egyik legfontosabb tartozéka a gőzfúvó, más néven fúvócső vagy kónusz. A szerkesztési szelvény korlátai miatt ugyanis a kémény nem lehet elegendően magas, hogy önmagában megfelelő léghuzatot biztosítson. Ezért szükség van mesterséges huzat létrehozására, melyet a gőzhengerekből távozó, munkát végzett, úgynevezett fáradt gőzzel érnek el. A fáradt gőzt a gőzfúvóba vezetik, onnan pedig a kéményen át a szabadba áramlik. A távozó gőz a füstszekrényből a füstgázokat magával ragadja, így légritkítást hoz létre. A gőzfúvót úgy kell pozicionálni, hogy a belőle kiáramló gőz a kémény keresztmetszetét teljesen töltse ki és a kémény azonos tengelybe kerüljön a fúvóval. A gőzfúvó általában a gőzkiömlő cső végére helyezett kúpos csődarab. Ez régebben gyakran állítható keresztmetszetű kivitelben készült, azonban a tapasztalatok szerint a mozdonyszemélyzet nem tudta a leggazdaságosabb keresztmetszetet beállítani. Minél szűkebb ugyanis a gőzfúvó nyílása, annál nagyobb léghuzat, ugyanakkor a túl szűk fúvókeresztmetszet a gőzhengerekben túl nagy ellennyomást okoz, mely a teljesítményt csökkenti. Ezért később állandó keresztmetszetű, cserélhető betétes fúvókat alkalmaztak.
A gőzfúvó, bár egyszerű, megbízható szerkezet, viszonylag nagy energiafogyasztású. Így számos megoldást dolgoztak ki az egyes vasutak a kisebb energia-igényű, így hatásfok-javító fúvóberendezés megtalálására.

### Kylchap-fúvó

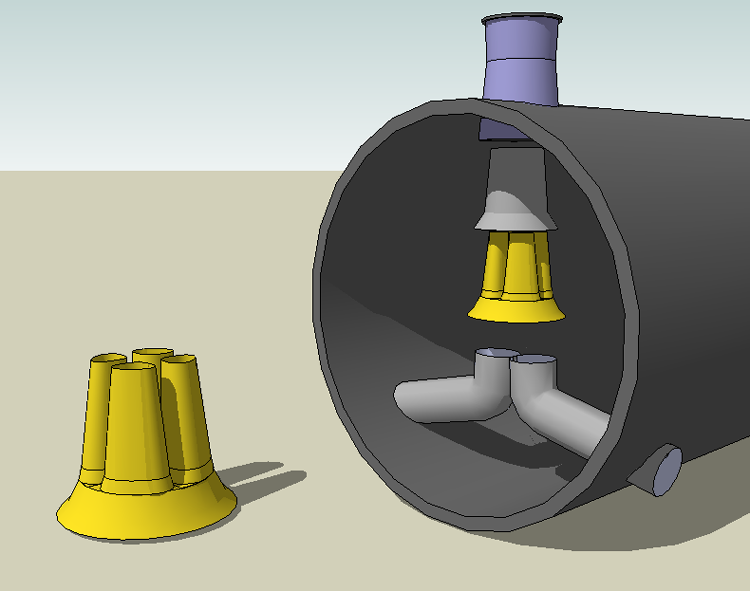
A Kylchap-fúvó vázlata

Az 1925–1929 között kifejlesztette berendezés a nevét kifejlesztőiről, a finn Kyösti Kylälä-ról és a francia André Chapelonról kapta. Lényege, hogy több fúvót is alkalmaznak, részben soros, részben párhuzamos kapcsolásban. Az alul lévő különleges fúvóbetét négy, egy képzeletbeli négyzet sarkain elhelyezett kisebb fúvóból áll, melyek keresztmetszete olyan csonka kör, melynek külső szélét a négy fúvó tengelyeinek súlypontjába helyezett középpontú nagyobb kör metsz le. Ezt a fúvót Kylälä fejlesztette ki, eredetileg a szikraszórás csökkentésének céljából. Chapelon ismerte fel, hogy ez az elrendezés a hatásfokot is javítja. Ő a fúvót kismértékben módosította és kiegészítette egy efölé, középre épített egyetlen kör alakú fúvóval. A Kylchap-fúvó elsősorban Franciaországban és az Egyesült Királyságban terjedt el, például az LNER A4 típusát, köztük a híres Mallard-ot is ilyennel látták el.

### Giesl-ejektor

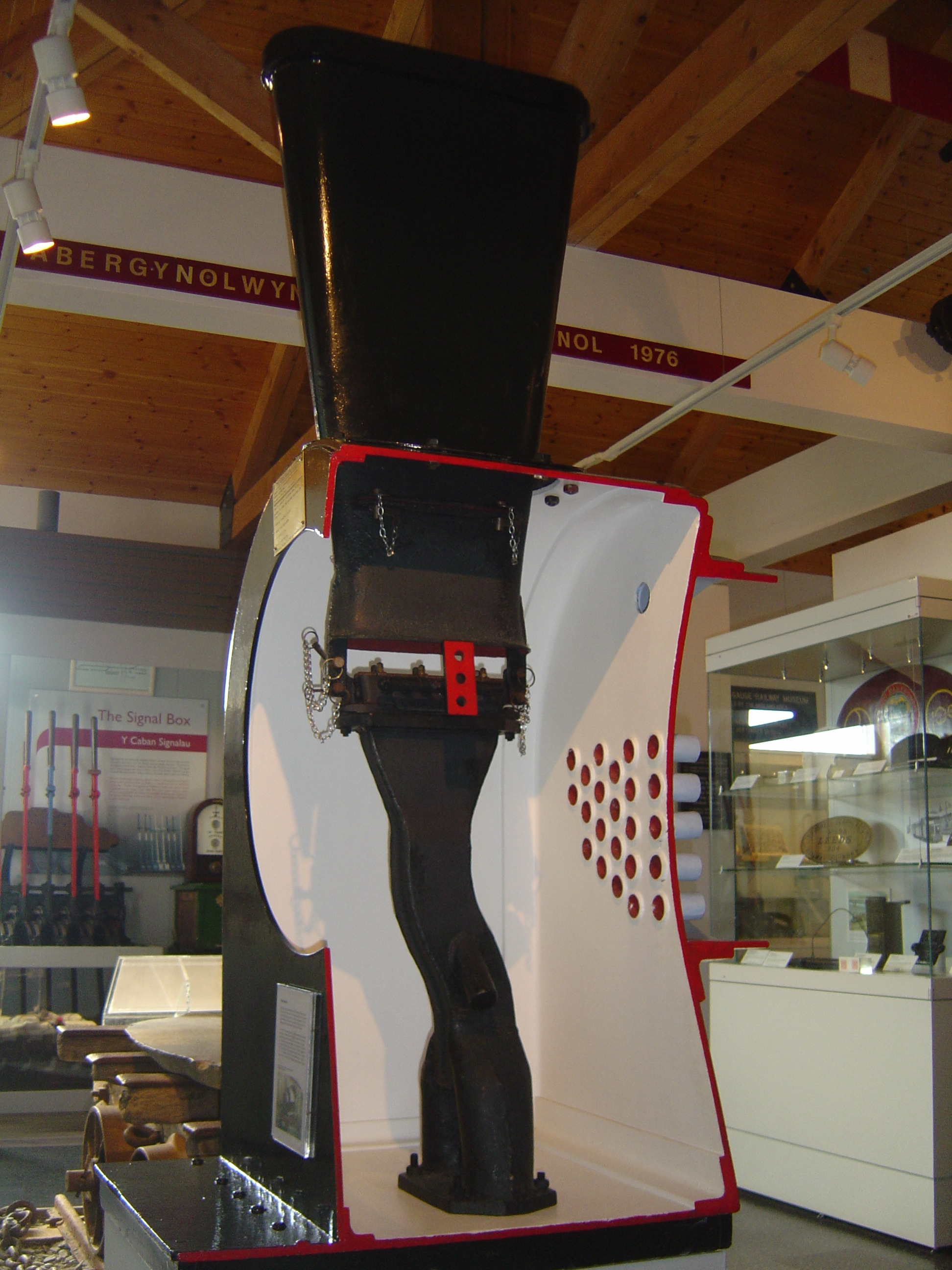
Füstszekrény-metszet Giesl-ejektorral

A Giesl-ejektort 1951-ben az osztrák Dr. Adolph Giesl-Gieslingen fejlesztette ki. Az egyetlen, körkeresztmetszetű fúvó helyett egy sorban, egymás mögött több kisebb fúvót alkalmazott, melyből a kiömlő gőz egy jellegzetes, hosszú, keskeny kéményen át áramlott a szabadba. A tapasztalatok alapján ez a megoldás 8% körüli szénmegtakarítást és akár 20%-os teljesítménynövekedést eredményezett. A Giesl-ejektor széleskörűen elterjedt és nem csak Ausztriában, hanem számos más országban is (például: Kenya, Uganda, Tanzánia, Csehszlovákia, NDK, Japán, Spanyolország, Egyesült Királyság) is kiterjedten alkalmazták. A DR például több mint 500 mozdonyára szerelte fel, és tapasztalata szerint egy éven belül gazdaságilag megtérült a korszerűsítés.

### Kéménytorok-csillagfúvó
A kéménytorok-csillagfúvó, illetve hivatalos nevén ISTER füstgázelszívó ejektor magyar találmány: kifejlesztése Heller György, Jánosdeák Egon, Kassai Dénes, Dabóczy Ödön és Torma István, a MÁV munkatársai voltak. Az akkori gazdasági viszonyok nem tették lehetővé megfelelő külföldi fúvórendszer licencének megvásárlását. A MÁV-mozdonyok gőzfúvóinak részletes vizsgálatát követően – mely alapján megállapították, hogy a korábbi méretezési eljárással készült fúvók túl szűk keresztmetszetűek és túl nagy ellennyomást adnak – az addig használttól eltérő elvi alapokon indult meg a fejlesztés. Az elsőként vizsgált 324 sorozatú mozdonyokhoz 57%-kal nagyobb fúvó-keresztmetszetet választottak. A fúvócsövet a füstszekrény középvonala alá helyezték és hosszú (teljes hossza több mint 2 méter) nagy átmérőjű kéményt csatlakoztattak hozzá, melynek alsó része hengeres egészen a fúvóig lenyúlt. Ez a hengeres szakasz szolgált a gőz és a füstgázok keveredésére. A kémény felső része továbbra felfelé kúposan bővült. A fúvóbetét egy, az USA-ban más feladatra már alkalmazott divergens, ötágú csillag-keresztmetszetű betét lett. Elsőként a 324,821 pályaszámú mozdonnyal kezdődtek el a kísérletek, 1954. februárjában. Már nagyon korai szakaszban igen jó eredményeket értek el, egyetlen probléma az egyenetlen léghuzattal volt. A megoldást egy, a gőzhengerek kiömlőcsövébe iktatott füstszekrény-tartóba épített diffúzoros nyomáskiegyenlítő tartály lett. A különleges fúvórendszerhez új szikrafogó-berendezés (lásd lejjebb) vált szükségessé: itt a kéménydiffúzorra illeszthető, gyűrű alakú lemezszalagokból hajlított Helm-féle szikratörő jelentette a megoldást. Huzamosabb üzemben a kéménytorok-csillagfúvó évi átlag 3,2% szénmegtakarítást és ami az akkori idők hazai vontatási problémai miatt talán még fontosabb volt, minimum 20% teljesítmény-növekedést hozott. A kedvező eredmények alapján a berendezést a MÁV mintegy 800–1000 db mozdonyára (301, 324, 327, 328, 342, 411, 424, 275 és 375 sorozatok) szerelte fel az 1950-es évek második felétől. A nagy méretű kazánnal szerelt 301 és 424 sorozatú mozdonyoknál helyhiány miatt nem lehetett egyetlen, megfelelő méretű kéményt alkalmazni. Ezeknél a megoldást két, párhuzamosan egymás mögé helyett fúvó és kettős kémény alkalmazása jelentette.

## Segédfúvó
A gőzfúvó természeténél fogva csak nyitott gőzszabályzó mellett, azaz a mozdony mozgása idején működik. Azért, hogy álló helyzetben is fenntartható legyen a léghuzat, úgynevezett segédfúvót alkalmaznak, melyet a kazánból táplálnak gőzzel.

## Kémény
A kéményt a füstszekrény tetejére szerelik, régebben általában hengeres, később kúposan bővülő, azaz diffúzor- (úgynevezett Prüssmann-kémény) alakban készült. Feladata a füstgázok szabadba vezetése és bizonyos mértékű természetesen léghuzat biztosítása. Alakját sok esetben esztétikai szempontok befolyásolták, de a szikraszórás csökkentésében (különleges kiviteleit lásd feljebb) is szerepet játszhat.

## Szikraszórás csökkentése
A füstszekrényben nagy teljesítmények kifejtésekor olyan erős léghuzat keletkezik, hogy az a tűzszekrényből számos nem vagy csak részben elégett szénrészecskét, pernyét is magával ragad és a szabadba juttathat, ami jelentős tűzkárokat okozhat. Még veszélyesebbek az oxigénben dúsabb barnaszenek. Ezért a vasutak már viszonylag korán igyekeztek a mozdonyaikat a szikraszórást csökkentő berendezésekkel ellátni.

### Klein-féle szikrafogós kémény
Ennél a megoldásnál a kémény hosszú hengeres alakú, melynek tetejére egy turbinaszerű állólapátozást szereltek. A füst a lapátok mentén irányváltozásra kényszerül, így lehullik az egész kéményszerkezetet burkoló, fordított kúp alakú edény aljára. Az összegyűlt pernyét az edény alján kialakított nyílásokon keresztül lehetett eltávolítani. A nagyméretű kémény csak alacsonyan elhelyezett kazánnál alkalmazható, ezért a mozdonyok teljesítményének növekedésével fokozatos kiszorult a használatból, bár kis teljesítményű fa- és barnaszén-tüzelésű mozdonyokon még az 1950-es évek elején is alkalmazták.

### Amerikai füstszekrény
A hosszú vagy amerikai füstszekrény a századforduló előtti magyar mozdonyok jellegzetes szikraszórást csökkentő megoldása volt, de lényegében a későbbi mozdonyok füstszekrénye is ilyennek tekinthető. Lényege, hogy a füstszekrényt a korábbiaknál jelentősen hosszabbra, 1,52 méteresre készítették abból a célból, hogy a pernye leülepedhessen. Kezdetben a füstszekrény felső részének teljes hosszában vízszintes elhelyezett síkszitát helyeztek el, amelyet később felváltott az úgynevezett kúpszita, ami a gőzfúvó és a kémény között, azokkal azonos tengelyben elhelyezett fordított (diffúzoros) csonkakúp, melynek palástja fém szitaszövet.

### Rihosek-kémény
A Rihosek- vagy gólyafészkes kémény (németül Rihosek-Kobel vagy Kobelkamin) az osztrák mérnök, Johann Rihosek találmánya. A hagyományos Prüssmann-kémény tetejébe egy üreges körte alakú testet szereltek, melynek oldalára csavarmenetű terelőlemezeket szereltek, a körte középvonalát pedig egy kis átmérőjű furattal látták el. A gőzsugár és az égésgázok kisebb része ezen a középső furaton, míg a nagyobb része a körte palástján, a csavarmenet mentén juthattak a szabadba. A csavarmenet széttörte a szikrákat, melyek így a kémény tetején elhelyezett hengeres edényben, a „gólyafészekben” gyűltek össze.

### Erdődi–Osgyán-rendszerű szikratörő
Az Erdődi–Osgyán-rendszerű szikratörő az 1950-es években hazánkban elterjedt, füstszekrény-szikratörő. A füstszekrényben a fúvó körül vékony, egymáshoz pikkelyszerűen simuló függőleges lemezeket helyeztek el, melyek a füstgázokat erős irányváltozásra késztetve engedték csak át, a nagyobb tömegű pernyerészecskék pedig tehetetlenségük folytán a füstszekrényajtóig repültek és hulltak a füstszekrény aljára. Áramlási ellenállása lényegesen kisebb volt, mint a különféle szitáké, azonban nem minden esetben volt hely a füstszekrényben a számára.

### Helm-féle szikratörő
A MÁV az 1950-es évektől azon mozdonyaira, melynek füstszekrénye nem tette lehetővé az előbbi berendezés telepítését (pl. 342 sorozat), majd a kéménytorok-csillagfúvó bevezetése után minden ilyennel ellátott mozdonyának kéményére Helm-féle szikratörőt szerelt. Ez a szikratörő kémény tetejére illeszthető, gyűrű alakú függőleges lemezszalagokból hajlított betét. Azt a felismerést használja ki, hogy a gőzsugár által magával ragadott pernye nem függőlegesen, hanem a gőzsugár kúposságát követve repülnek kifelé, így azok a függőleges lemezszalagok élébe vagy oldalfelületébe ütköznek. A Helm-féle szikratörő is aránylag kis áramlási ellenállású.

## Füstszekrényajtó

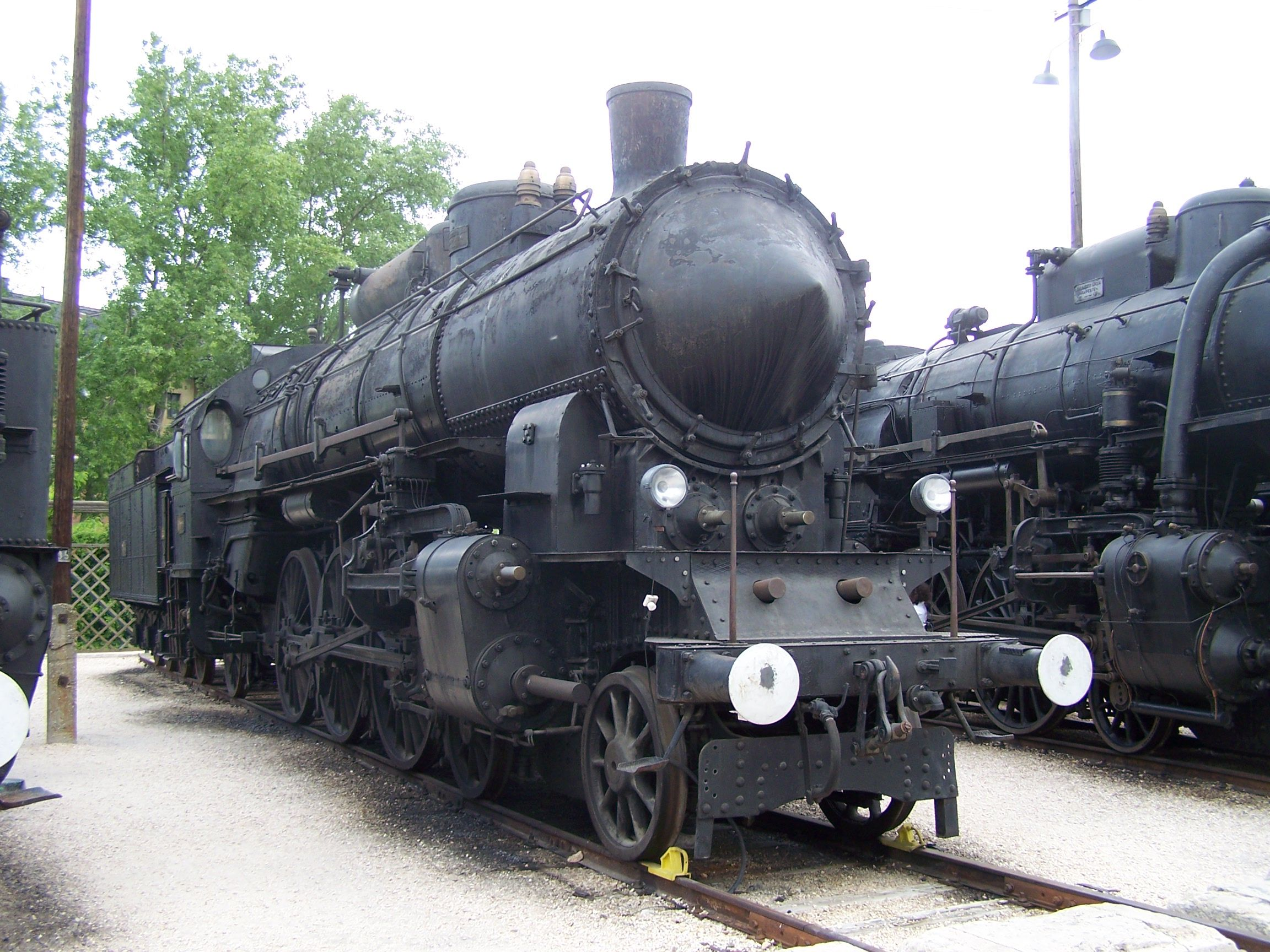
A századelő magyar gyorsvonati mozdonyainak jellegzetes kúpos füstszekrényajtaja – itt egy 301– sorozatú mozdonyon

A füstszekrényajtó feladata, hogy lehetővé tegye a füstszekrény tisztítását, valamint a füstszekrényben elhelyezett berendezések, továbbá a tűz- és füstcsövek megközelítését. Lényeges továbbá, hogy üzem közben tökéletesen záródjon, így ne rontsa a léghuzatot, és ne biztosítson levegő-utánpótlást a pernye belobbanásához. Az európai vasutak általában füstszekrény átmérőjével megegyező nagyságú egyszárnyú (a Monarchia vasútjainál a kétszárnyú, felül egyenesen lemetszett csonka félkör alakú kivitel volt a legelterjedtebb) füstszekrényajtókat készítettek, így biztosítva a csövek cserélhetőségét. Az amerikai és szovjet vasutak ezzel szemben csak kisméretű, a füstszekrény tisztítását éppen hogy lehetővé tevő füstszekrényajtókat készítettek, a füstszekrény elejének további részét pedig szükség esetén lecsavarozták. Ez utóbbi kivitelnél a füstszekrényajtók nem koncentrikusak, és mellé például a légsűrítőt is felszerelték. A füstszekrényajtók zárása a korábbi mozdonyoknál kallantyúkkal, a korszerűbbeknél kerékkel ellátott csavarorsós zárókampóval történt, de nagyobb mozdonyoknál a kettő kombinációja is előfordult. Az ajtó nyitáskor két csuklópánton, függőleges tengely körül mozog. Az ajtó felülete a merevség érdekében általában kifelé domborodik, belülre pedig a hősugárzás ellen védőlemezt, alsó felére pedig a füstszekrénylocsolóból (lásd lejjebb) származó víz kicsurgását megakadályozandó ferde védőlapot szereltek. A füstszekrényajtó elejére a légellenállás csökkentésére több vasúttársaság – így az első világháború végéig a MÁV is – kúpos toldatot (légmetsző kúpot) szerelt.

## Egyéb berendezések
Túlhevítős mozdonyoknál a füstszekrényben helyezték el a túlhevítő gőzgyűjtőszekrényt is (lásd túlhevítő).